# Ray Ragelis
Raymond Ernest "Ray" Ragelis (East Chicago, Indiana, 10 de diciembre de 1928 - ibidem, 19 de septiembre de 1983) fue un jugador de baloncesto estadounidense que disputó una temporada en la NBA. Con 1,93 metros de estatura, lo hacía en la posición de alero.

## Trayectoria deportiva

### Universidad
Jugó durante cuatro temporadas con los Wildcats de la Universidad Northwestern, donde promedió 15,7 puntos por partido. En sus dos últimas temporadas fue incluido en el mejor quinteto de la Big Ten Conference, siendo el máximo anotador de la conferencia en 1951, tras promediar 19,1 puntos por partido.

### Profesional
Fue elegido en la decimoctava posición del Draft de la NBA de 1951 por Rochester Royals, donde jugó una temporada, en la que fue uno de los últimos jugadores del banquillo, promediando 1,3 puntos y 1,5 rebotes por partido.

## Estadísticas de su carrera en la NBA

### Temporada regular
| Temporada | Edad | Equipo           | Liga | P  | TIT | MIN | TC  | TCA | %TC  | 3P | 3PA | %3P | TL  | TLA | %TL  | R.OF. | R.DEF. | REB | ASIS | ROB | TAP | PER | FP  | PTS |
| 1951-52   | 23   | Rochester Royals | NBA  | 51 |     | 6.6 | 0.5 | 1.9 | .260 |    |     |     | 0.4 | 0.6 | .621 |       |        | 1.5 | 0.6  |     |     |     | 1.2 | 1.3 |
| Total     |      |                  | NBA  | 51 |     | 6.6 | 0.5 | 1.9 | .260 |    |     |     | 0.4 | 0.6 | .621 |       |        | 1.5 | 0.6  |     |     |     | 1.2 | 1.3 |

### Playoffs
| Temporada | Edad | Equipo           | Liga | P | MIN | TCA | TC | 3PA | 3P | TLA | TL | R.OF. | REB | ASIS | ROB | TAP | PER | FP | PTS | %TC  | %3P | %FT | MIN | PTS | REB | AST |
| 1951-52   | 23   | Rochester Royals | NBA  | 3 | 7   | 0   | 1  |     |    | 0   | 0  |       | 1   | 1    |     |     |     | 0  | 0   | .000 |     |     | 2.3 | 0.0 | 0.3 | 0.3 |
| Total     |      |                  | NBA  | 3 | 7   | 0   | 1  |     |    | 0   | 0  |       | 1   | 1    |     |     |     | 0  | 0   | .000 |     |     | 2.3 | 0.0 | 0.3 | 0.3 |